# 오토스로틀

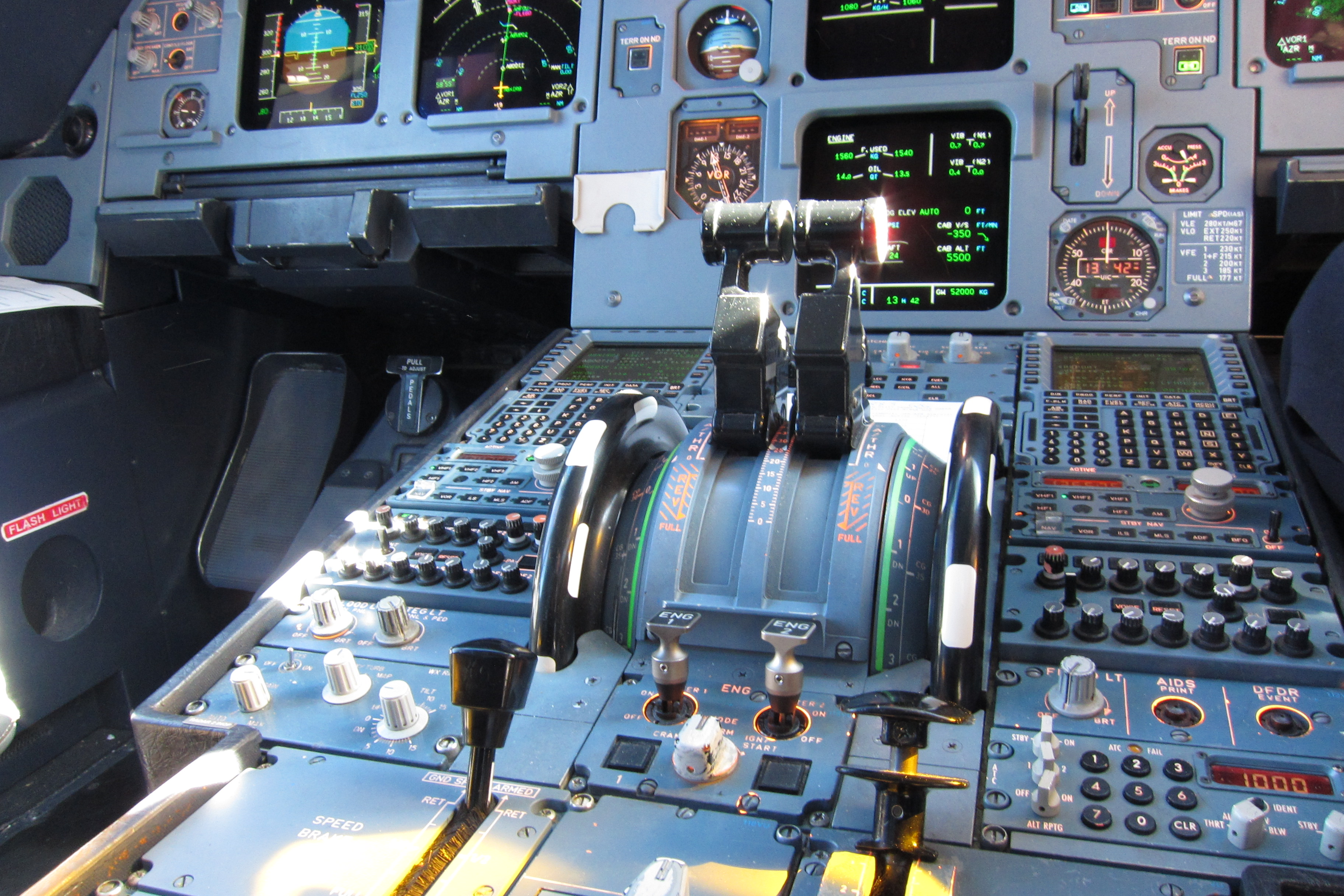
순항 비행 중 자동 추력 위치로 설정된 A320의 추력 레버

오토스로틀(autothrottle) 또는 오토스러스트(autothrust), A/T 또는 A/THR은 조종사가 연료 흐름을 수동으로 제어하는 대신 원하는 비행 특성을 지정하여 항공기 엔진의 출력 설정을 제어할 수 있도록 하는 시스템이다. 오토스로틀은 특정 목표 표시 공기 속도를 달성하는 데 필요한 연료의 정확한 양을 측정하거나 다양한 비행 단계에 할당된 출력을 측정하여 조종사의 작업 부하를 크게 줄이고 연료를 보존하고 엔진 수명을 연장하는 데 도움을 줄 수 있다. A/T와 AFDS(Auto Flight Director Systems)는 함께 협력하여 전체 비행 계획을 이행할 수 있다.

## 작업 모드
A/T가 유지하거나 달성하려고 시도할 수 있는 두 가지 매개변수는 속도와 추력이다.
속도 모드(speed mode)에서 스로틀은 안전한 작동 여유에 따라 설정된 목표 속도에 도달하도록 위치된다. 예를 들어, 조종사가 실속 속도보다 느린 목표 속도를 선택하면 오토스로틀 시스템은 실속 속도보다 높은 속도를 유지한다.
추력 모드(thrust mode)에서는 엔진이 다양한 비행 단계에 따라 고정 출력 설정으로 유지된다. 예를 들어, 이륙 중에 A/T는 이륙 모드가 완료될 때까지 일정한 이륙 출력을 유지한다. 상승 중에 A/T는 일정한 상승 출력을 유지한다. 하강 시 A/T는 설정을 유휴 위치로 낮추는 등의 작업을 수행한다. A/T가 추력 모드에서 작동할 때 속도는 A/T가 아닌 피치(또는 제어 컬럼)에 의해 제어된다. 이 모드에서는 레이더 고도계가 오토스로틀에 데이터를 공급한다.

## 같이 보기
- 아시아나항공 214편 착륙 사고
- 스리위자야 항공 182편 추락 사고